# 哈雷陨石坑

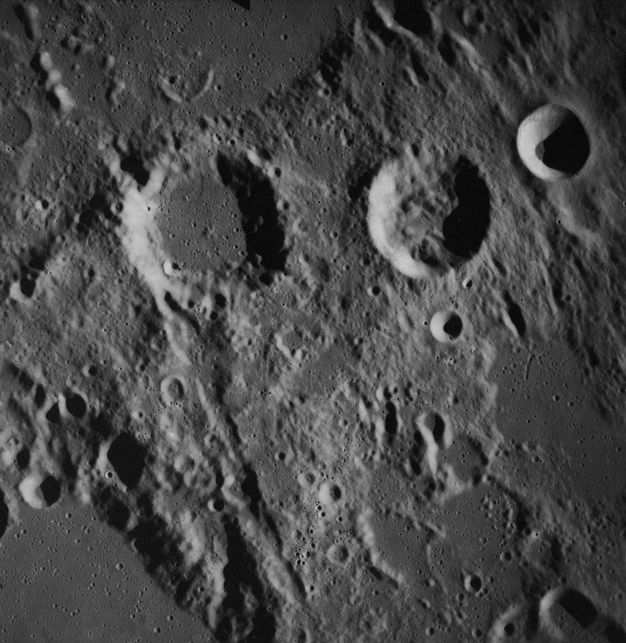
哈雷陨石坑（左）、欣德陨石坑（中）和卫星坑依巴谷 C（右），阿波罗16号拍摄。

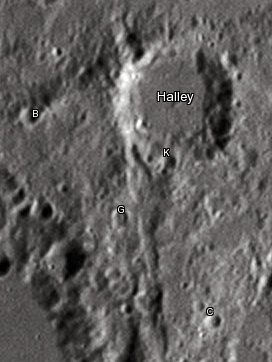
戴维·坎贝尔图片.

哈雷陨石坑（Halley）是月球正面中部赤道区一座古老的小撞击坑，约形成于酒海纪期，以英国皇家天文学家、地球物理学家、数学家、气象学家、物理学家及人口学家爱德蒙·哈雷（1656年至1742年）之名命名，1935年被国际天文学联合会正式批准接受。

## 描述
该陨坑西邻穆勒陨石坑、北靠依巴谷环形山、东接欣德陨石坑、东南是里奇陨坑（Ritchey）、西南则是阿尔巴塔尼环形山。陨坑中心月面坐标为8°03′S 5°44′E / 8.05°S 5.73°E，直径34.6公里，深度2.47公里。
哈雷陨石坑外观呈多边形状，并已严重损毁，坑壁上重叠着众多小月坑，北侧与依巴谷环形山相连，坑壁平均高度为990米，坑内容积约900公里。碗状的坑底相对平坦，分布有许多小型撞击坑。西侧，沿陨坑延伸出一道宽阔的山谷。

## 卫星陨石坑
按照惯例，最靠近哈雷陨石坑的卫星坑在月图上以字母标注在该坑中心点的旁边。
| 哈雷 | 纬度   | 经度   | 直径   |
| ---- | ------ | ------ | ------ |
| B    | 8.5° S | 4.5° E | 6 公里 |
| C    | 8.9° S | 6.6° E | 5 公里 |
| G    | 9.1° S | 5.6° E | 5 公里 |
| K    | 8.6° S | 5.9° E | 5 公里 |